# Batepá
Batepá est un village de Sao Tomé-et-Principe situé au nord-est de l'île de São Tomé, dans le district de Mé-Zóchi. Ce fut le point de départ du massacre de Batepá perpétré en février 1953.

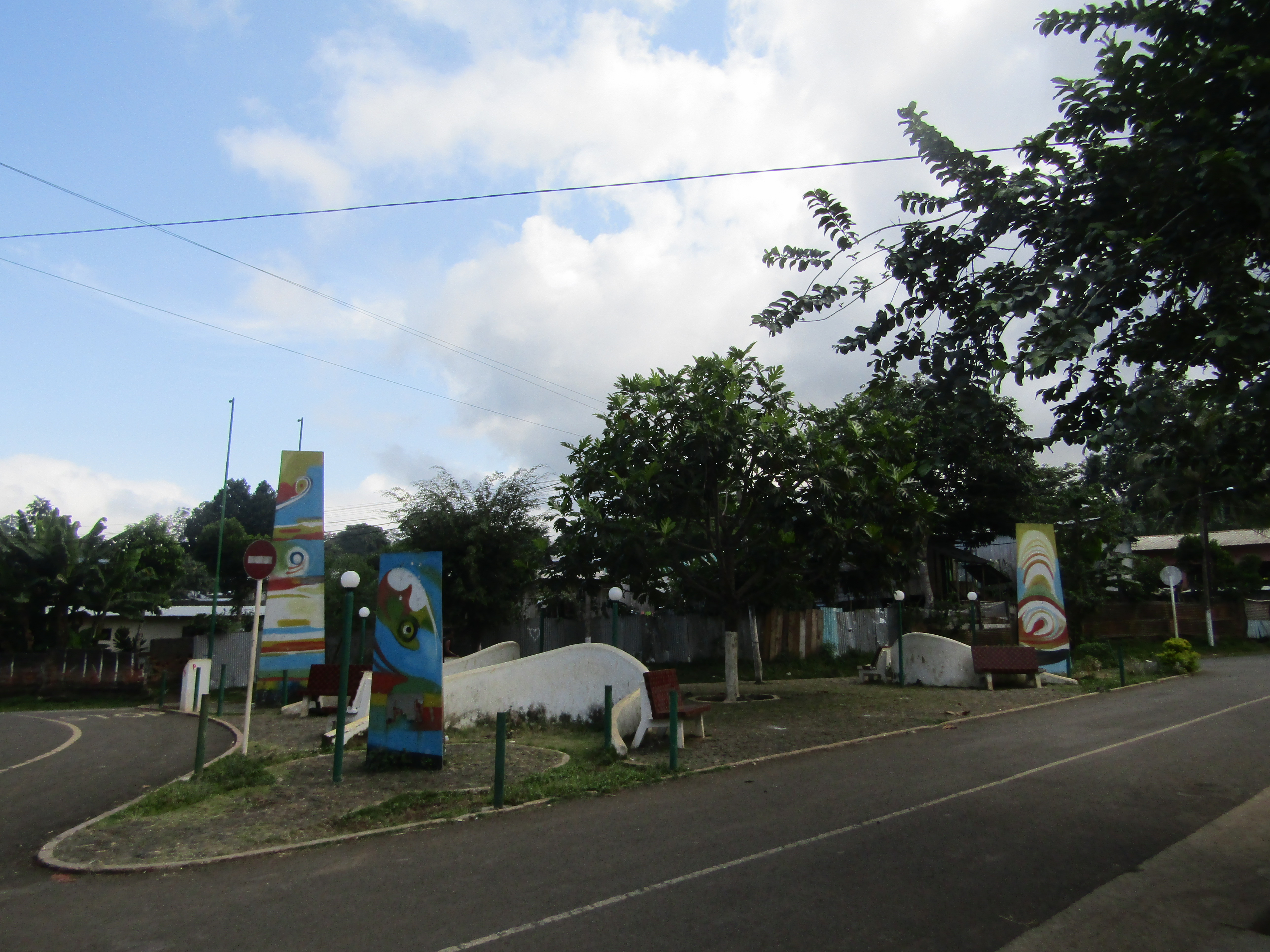
Monument situé au centre du village commémorant le massacre de Batepa

## Population
Lors du recensement de 2012, 775 habitants y ont été dénombrés.